# So Long
«So Long» (Adiós) es una canción y un sencillo publicado por el grupo sueco ABBA. Para muchos, este sencillo es el que menos tuvo éxito en los años del grupo.

## La canción
Fue escrita por Benny y Björn, siendo grabada el 22 de agosto de 1974, en el Glenstudio en Stocksund. La canción habla sobre una chica que rechaza todos los regalos que un hombre le da y le dice que a ella no la puede comprar ni con toda su fortuna, así que simplemente le dice adiós. La canción está incluida en el disco ABBA como la pista número 11.
Comúnmente era interpretada por el grupo en sus tours de 1974, de 1975 y de 1977.
Por el poco éxito que tenían sus sencillos en esa época, ABBA decidió lanzar un sencillo con un estilo parecido a "Waterloo", para probar si era ese estilo el que le gustaba a la gente. El resultado de esta decisión no fue muy alentador, y "So Long" se convirtió en su peor entrada a los charts internacionales en la historia del grupo.

## I've Been Waiting For You
I've Been Waiting For You (He estado esperándote), fue el lado B de la canción. La canción fue escrita por Benny, Björn y Stig y grabada el 15 de septiembre de 1974. Era una balada lenta, que hablaba de una mujer que espera con todo corazón que su pareja regrese, para decirle cuanto lo ama. La canción está incluida en el disco ABBA como la pista número 10.
Comúnmente era interpretada por el grupo en sus tours de 1974, de 1975 y de 1977. Más tarde, en 1977, la canción sería lanzada como sencillo (con el lado B "King Kong Song) en Nueva Zelanda, donde alcanzaría el lugar número 8 en las listas de popularidad. 

## Posicionamiento

### "So Long" Charts
| Lista                                     | Posición |
| ----------------------------------------- | -------- |
| México Lista de Sencillos Internacionales | 1        |
| Suecia Álbum/Singles Chart                | 7        |
| Dinamarca Top 40 Singles Chart            | 8        |
| Alemania Top 50 Singles Chart             | 11       |
| España Los 40 Principales (radio)         | 24       |
| Bélgica Top 30 BRT Singles Chart          | 29       |
| Francia Top 100 Singles Chart             | 64       |
| UK Singles Chart                          | 91       |

### "I've Been Waiting For You" Charts
| Lista                                    | Posición |
| ---------------------------------------- | -------- |
| Nueva Zelanda Airplay Singles Chart      | 5        |
| Nueva Zelanda Top 40 RIANZ Singles Chart | 8        |
| Australia Top 50 ARIA Singles Chart      | 49       |

### Listas de Fin de Año
| País          | Posición | Año  |
| ------------- | -------- | ---- |
| Nueva Zelanda | 57       | 1977 |